# L'État de bonheur... permanent
 (juillet 2020).
Si vous disposez d'ouvrages ou d'articles de référence ou si vous connaissez des sites web de qualité traitant du thème abordé ici, merci de compléter l'article en donnant les références utiles à sa vérifiabilité et en les liant à la section « Notes et références ».

L'État de bonheur... permanent est un documentaire français , à caractère autobiographique, réalisé par Maria Koleva et sorti en France le 9 juin 1982. Il a obtenu le Grand Prix du Festival de Belfort en 1981.

## Argumentaire
Ce documentaire de quatre heures relève, à la fois, du journal filmé et de l’essai cinématographique.
Maria Koleva, établie depuis dix ans en France, évoque son enfance en Bulgarie au début du communisme, interviewe sa sœur Iskra, parle de son quotidien et de la difficulté de réaliser un film indépendant et hors normes en France.
La réalisatrice use d'un ton subjectif revendiqué pour parler avec sa sœur, évoquer le climat de l’époque – qui marque, en cette fin des années 1970, le reflux des idéaux « gauchistes » –, faire part au public de sa peur du cancer... 
Le film se veut une chronique grinçante de son époque. La cinéaste évoque, pour mieux illustrer ses positions, la mort, alors récente, des activistes Rudi Dutschke et Pierre Goldman.

## Fiche Technique
- Titre : L'État de bonheur… permanent
- Pays :  France
- Date de sortie : 1982
- Distribution : Cinéma Jean Cocteau – Parafrance
- Format : Couleur, 16 millimètres
- Durée :  4 heures (présenté en deux parties de deux heures chacune)
- Réalisation, scénario, production : Maria Koleva
- Son : Yves Gozlan
- Prise du vue : Patrice Wyers
- Interprètes : Maria Koleva, Marc Delsaert, Iskra Sekula, Guy Benedetti (eux-mêmes) et vingt autres participants.
- Diffusion DVD : L’Harmattan